# International Solar Alliance
Die International Solar Alliance (ISA) ist eine zwischenstaatliche Organisation zur Förderung der Solarenergie. Die Organisation wurde auf Initiative Indiens und Frankreichs im Rahmen der UN-Klimakonferenz in Paris 2015 gebildet. Ursprünglich war die Vollmitgliedschaft auf Staaten in den Tropen geschränkt, welche ein hohes Potenzial für den Ausbau von Sonnenenergie aufweisen. Später wurde die Möglichkeit zum Beitritt auch auf andere Staaten erweitert.

## Geschichte
Die Initiative wurde erstmals vom indischen Premierminister Narendra Modi in einer Rede im November 2015 im Wembley-Stadion in London vorgeschlagen, in der er die Sonnenländer in den Tropen als Suryaputra („Söhne der Sonne“) bezeichnete. Ins Leben gerufen wurde die Organisation von Premierminister Narendra Modi auf dem Indien-Afrika-Gipfel und bei einem Treffen von 107 Mitgliedsländer im Vorfeld der UN-Klimakonferenz 2015 in Paris im November 2015. Der ursprüngliche Name der Organisation war International Agency for Solar Policy & Application (IASPA). Das Rahmenabkommen der International Solar Alliance wurde im November 2016 in Marokko während der UN-Klimakonferenz in Marrakesch von verschiedenen Staaten unterzeichnet.
Im Januar 2016 legten Narendra Modi und der damalige französische Präsident François Hollande gemeinsam den Grundstein für den ISA-Hauptsitz und weihten das vorläufige Sekretariat am Nationalen Institut für Solarenergie (NISE) in Gurugram in Indien, ein. Die indische Regierung hat auf dem NISE-Campus fünf Hektar Land für den künftigen Hauptsitz zur Verfügung gestellt und einen Beitrag von knapp 20 Millionen US-Dollar zum Fonds für den Bau des Campus und zur Deckung der Ausgaben für die ersten fünf Jahre geleistet.
Am 30. Juni 2016 schloss die Allianz eine Vereinbarung mit der Weltbank zur beschleunigten Mobilisierung von Finanzmitteln für Solarenergie. Die Bank solle eine wichtige Rolle bei der Mobilisierung von Investitionen in Höhe von mehr als einer Billion US-Dollar spielen, die bis 2030 benötigt werden, um die Ziele der ISA für den massiven Einsatz von erschwinglicher Solarenergie zu erreichen.
2018 startete Indien auf der ISA die Green Grids Initiative – One Sun, One World, One Grid. Durch die Initiative soll ein globales grünes Energienetz aufgebaut werden, das sich vor allem auf Solar- und Windenergie konzentriert. Das Projekt sieht drei Phasen vor. In der ersten Phase sollen die Netze des Nahen Ostens, Südasiens und Südostasiens integriert werden. In der zweiten Phase soll das asiatische Netz mit dem afrikanischen Netz verbunden werden. In der letzten Phase soll ein globales Netz aufgebaut werden. Die Machbarkeitsstudie wurde von der ISA in Auftrag gegeben.

## Ziele
Die ISA möchte den Ausbau der Solarenergie global fördern, besonders in ärmeren Staaten mit großem ungenutzten Potenzial in Afrika und Asien oder den Small Island Developing States. Dafür sollen bis 2030 eine Summe von einer Billion US-Dollar an Investitionen mobilisiert werden, um einer Milliarde Menschen weltweit Zugang zu günstiger Solarenergie zu verschaffen. Dafür arbeitet die ISA eng mit dem privaten und öffentlichen Sektor und globalen Entwicklungsbanken zusammen, z. B. mit der Weltbank.

## Global Solar Atlas

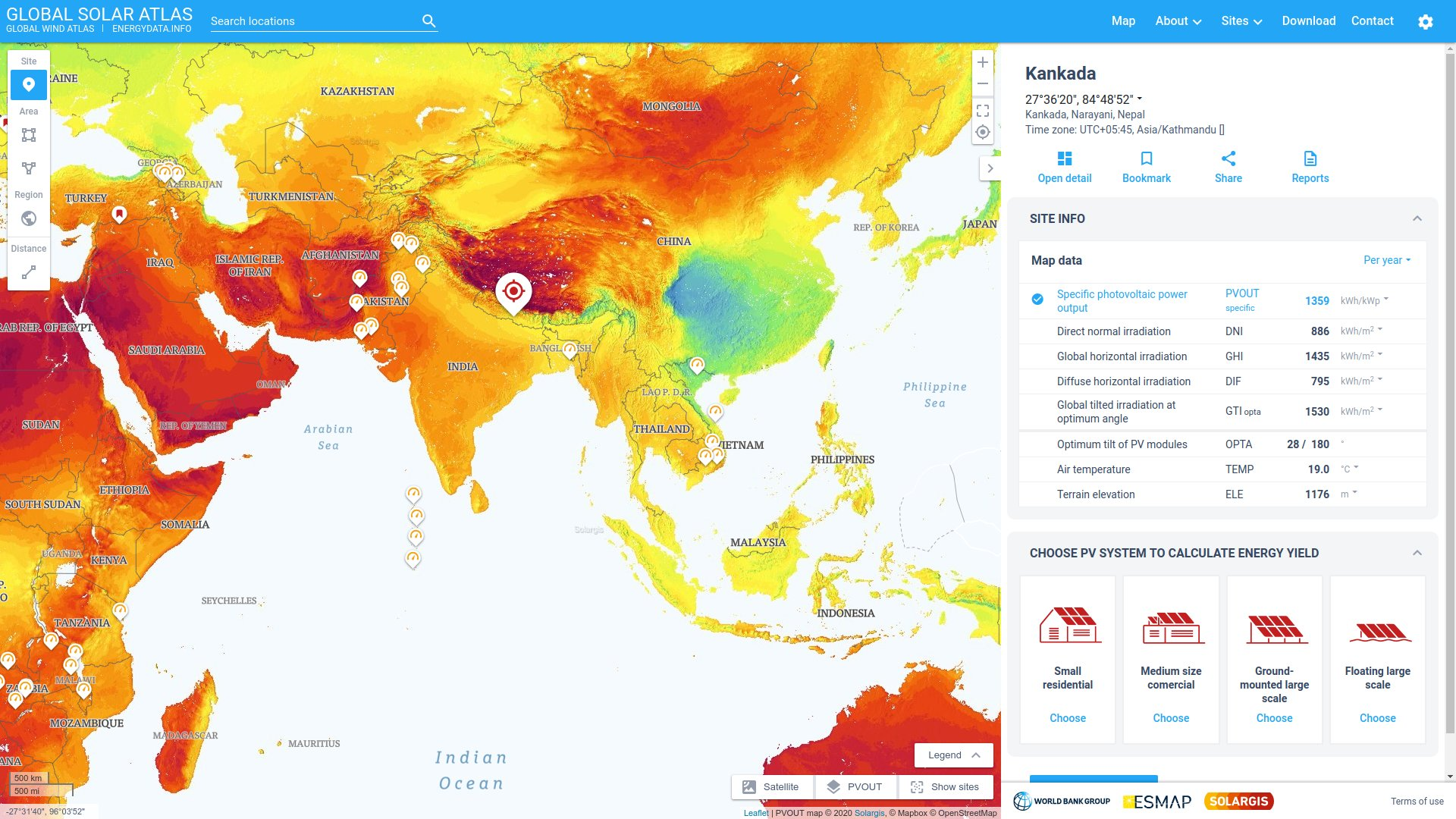
Global Solar Atlas

Der Global Solar Atlas wurde im Januar 2017 von der Weltbank und ESMAP in Zusammenarbeit mit der International Solar Alliance ins Leben gerufen. Er erhält weltweit Daten über den Status der Solarenergie und enthält Informationen über das Solarenergiepotenzial verschiedener Regionen. Er soll der Wissenschaft und Privatwirtschaft kostenlos wichtige Daten zur Verfügung stellen und wird regelmäßig aktualisiert.

## Mitgliedsstaaten
Folgende Staaten haben das ISA Framework Agreement unterzeichnet und ratifiziert. Mehr als 20 weitere Staaten haben das ISA Framework Agreement unterzeichnet, aber noch nicht ratifiziert, darunter Deutschland (Stand November 2023).
| - Afghanistan - Algerien - Argentinien - Australien - Bahrain - Bangladesch - Barbados - Belarus - Belgien - Belize - Benin - Bhutan - Bolivien - Botswana - Brasilien - Brunei - Bulgarien - Burkina Faso - Burundi - Kap Verde - Kambodscha - Kamerun - Tschad - Chile - Komoren - Republik Kongo - Costa Rica - Kuba - DR Kongo - Dänemark - Dschibuti - Dominica - Dominikanische Republik - Ägypten - El Salvador - Äquatorialguinea - Äthiopien - Fidschi | - Finnland - Frankreich - Gabun - Gambia - Ghana - Griechenland - Grenada - Guatemala - Guinea - Guinea-Bissau - Guyana - Haiti - Indien - Irland - Israel - Elfenbeinküste - Italien - Jamaika - Japan - Kiribati - Liberia - Luxemburg - Madagaskar - Malawi - Malediven - Marshallinseln - Mali - Mauritius - Marokko - Mosambik - Myanmar - Namibia - Nauru - Nepal - Niederlande - Nicaragua - Niger - Oman | - Palau - Panama - Papua-Neuguinea - Paraguay - Peru - Philippinen - Rumänien - Ruanda - St. Lucia - St. Vincent und die Grenadinen - Samoa - São Tomé und Príncipe - Saudi-Arabien - Senegal - Seychellen - Somalia - Südsudan - Sri Lanka - Sudan - Suriname - Syrien - Tansania - Thailand - Tonga - Togo - Trinidad und Tobago - Tuvalu - Uganda - Vereinigte Arabische Emirate - Vereinigtes Königreich - Vereinigte Staaten - Vanuatu - Venezuela - Jemen - Sambia |